# Grammy Award para melhor performance masculina pop
O Grammy Award para Best Male Pop Vocal Performance foi uma categoria apresentada nos Grammy Awards, uma cerimónia estabelecida em 1958 e originalmente denominada de Gramophone Awards, que presenteia artistas pela qualidade vocal em canções do género musical pop. As várias categorias são apresentadas anualmente pela National Academy of Recording Arts and Sciences (NARAS) dos Estados Unidos em "honra da realização artística, proficiência técnica e excelência global na indústria da gravação, sem levar em conta as vendas de canções ou posições nas tabelas musicais."
A categoria foi suspensa em 2012 com parte de uma reforma geral nas categorias do Grammy Award. Desde então, todas a performances de música pop (masculinas, femininas e instrumentais) são incluídas na categoria Best Pop Solo Performance.

## Vencedores e indicados
| Ano  | Artista           | Obra                                    | Indicados | Ref.  |
| ---- | ----------------- | --------------------------------------- | --- | ----- |

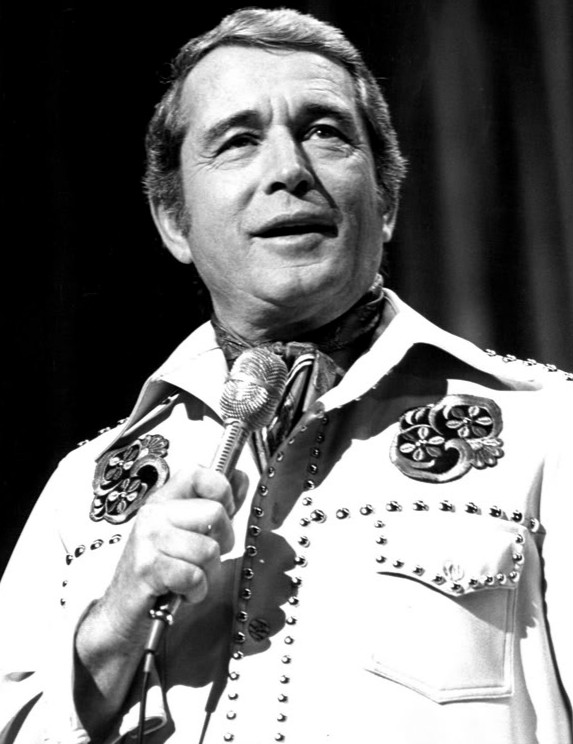
Perry Como foi o primeiro vencedor da categoria em 1959.

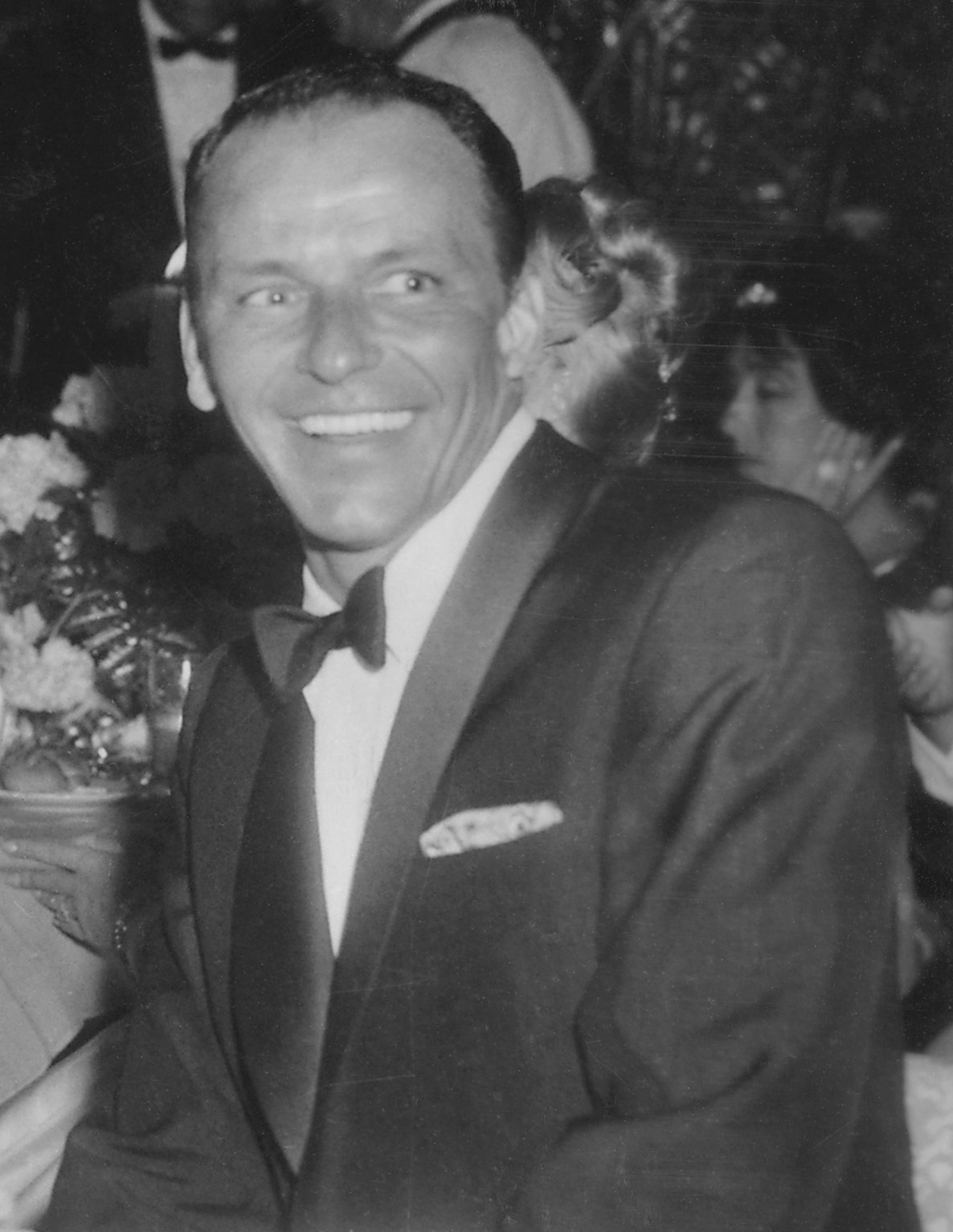
Frank Sinatra, vencedor em 1960, 1966 e 1967.

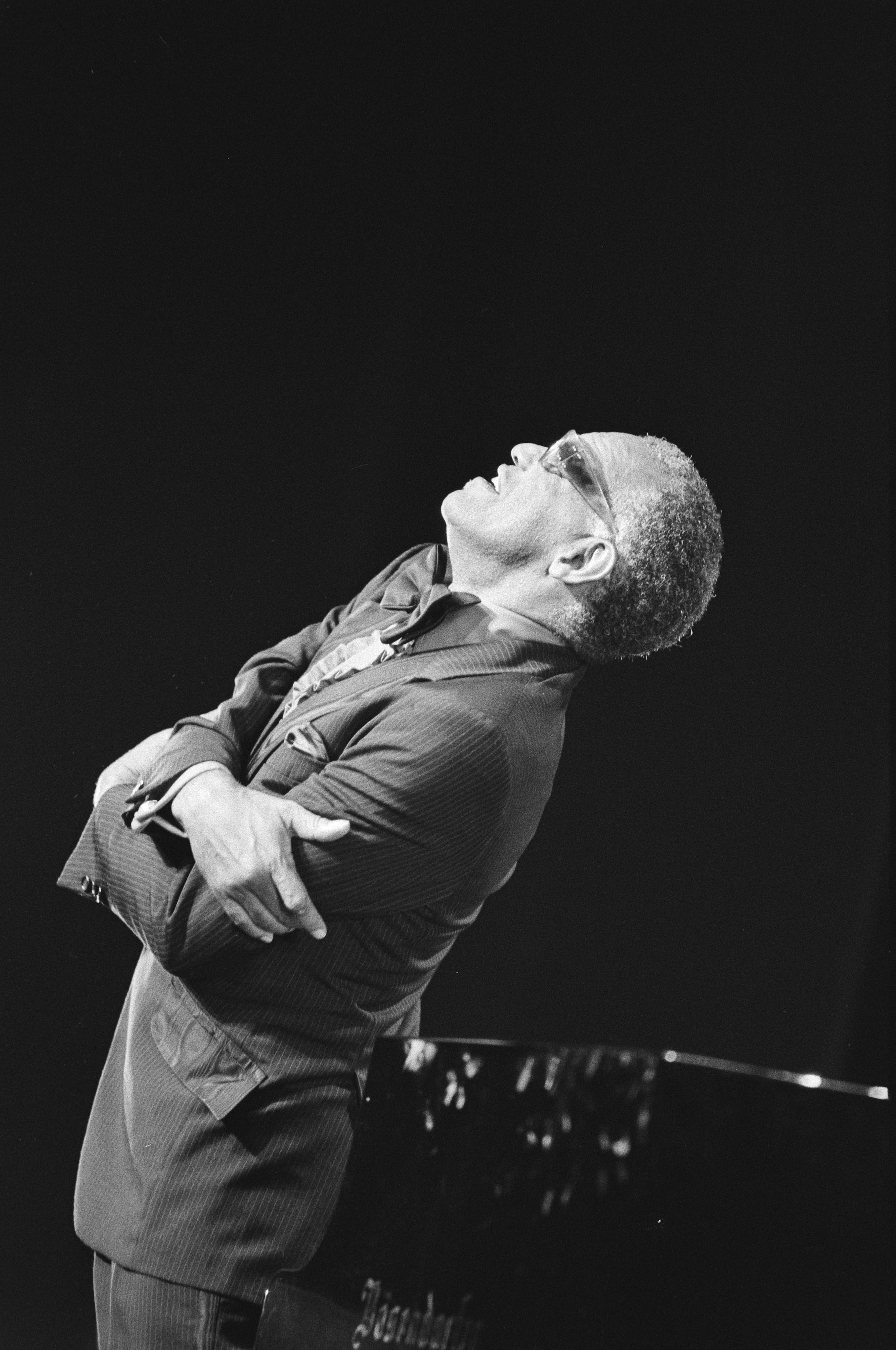
Ray Charles, vencedor em 1961 e indicado outras três vezes.

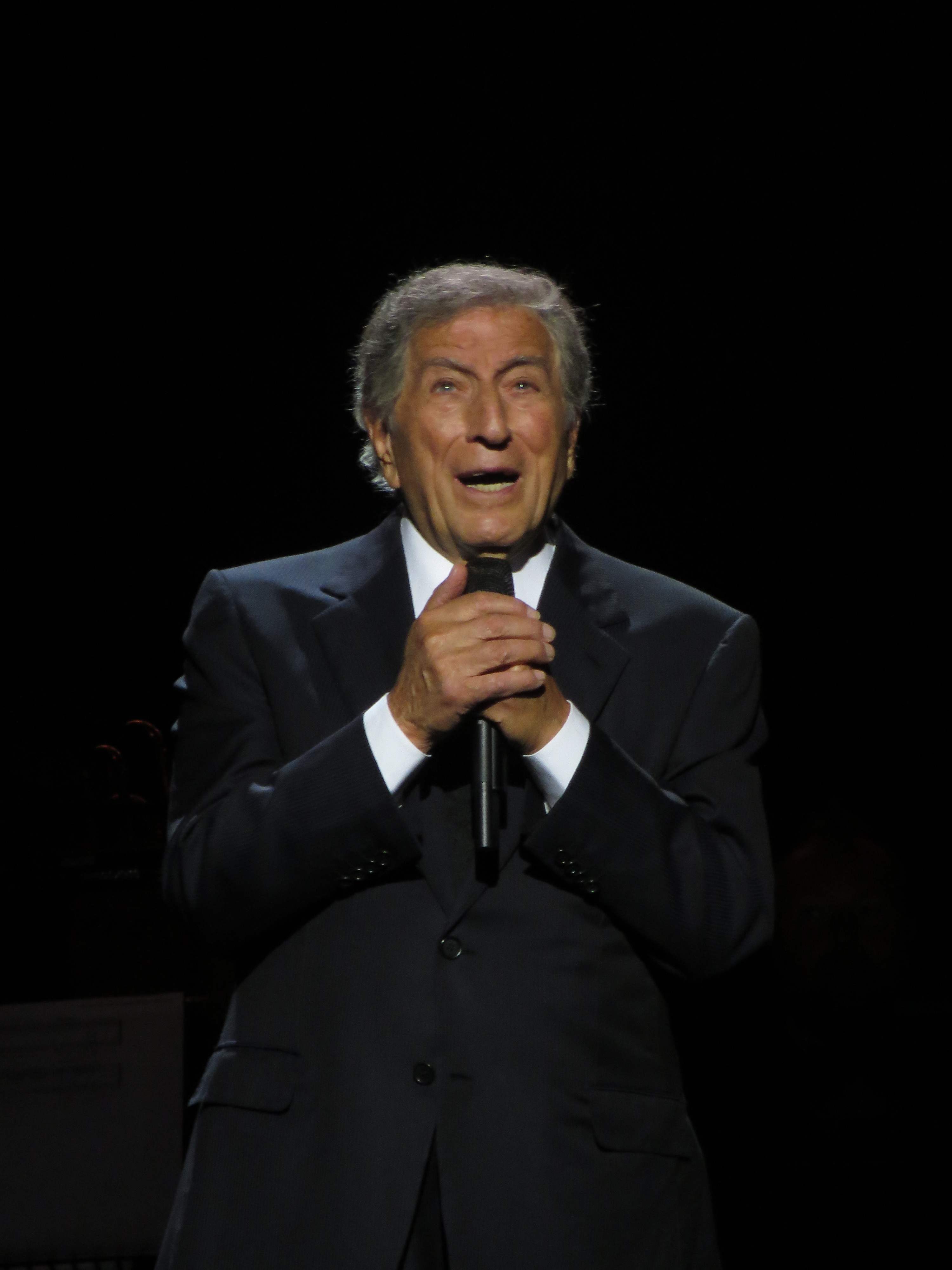
Tony Bennett possui quatro indicações, com uma vitória em 1963.

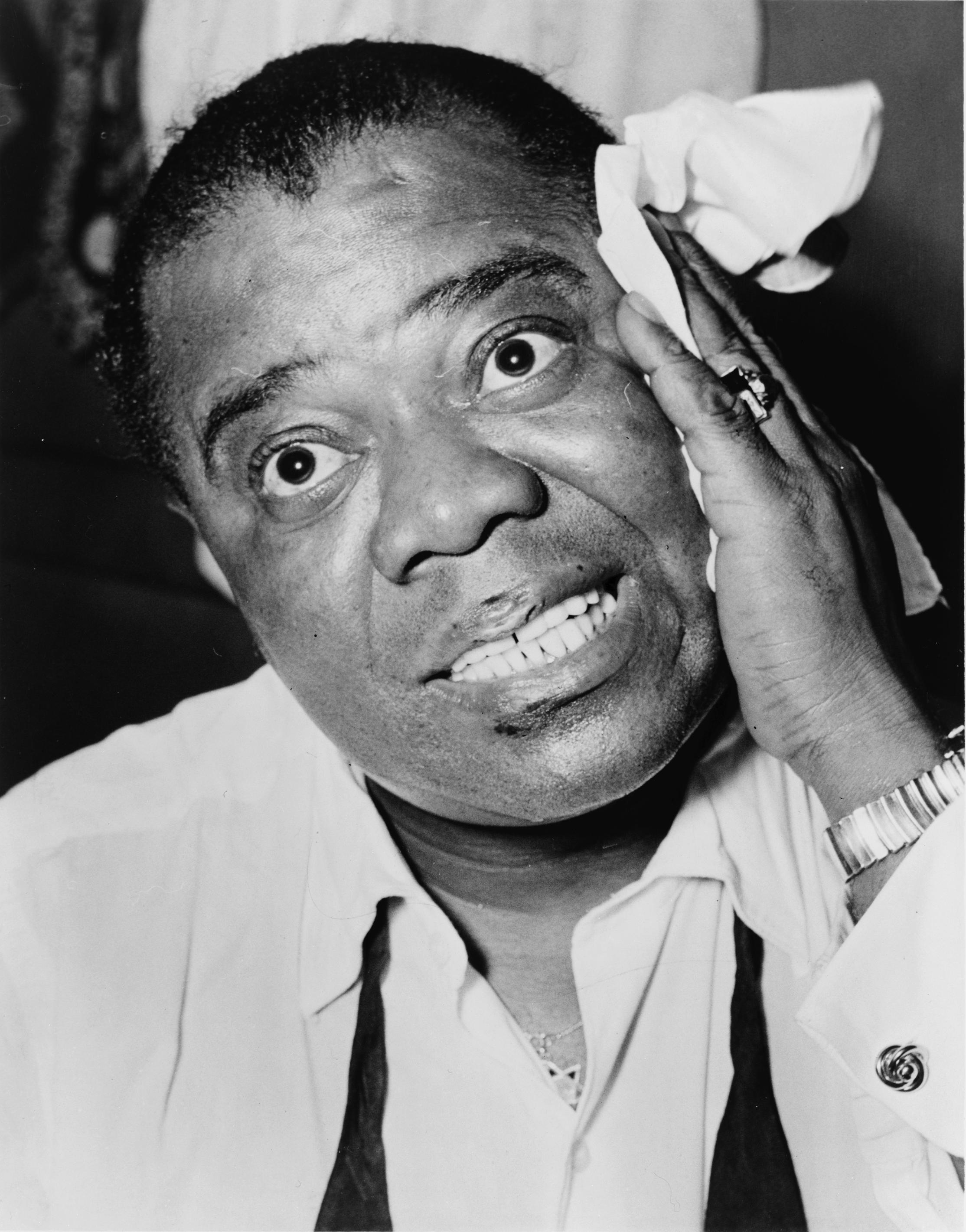
Louis Armstrong, vencedor em 1965.

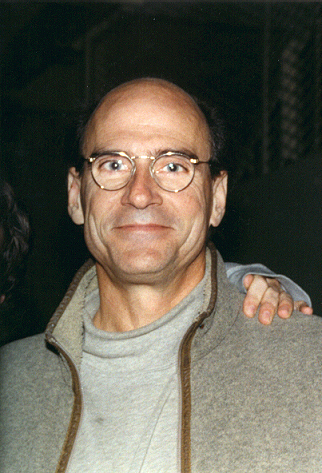
James Taylor, vencedor em 1972, 1978 e 2002.

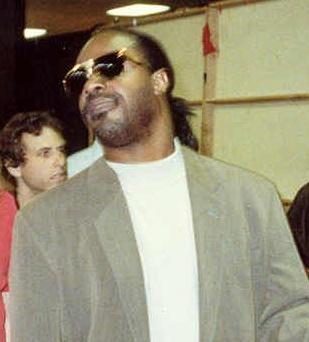
Stevie Wonder, vencedor em 1974, 1975, 1977 e 2006.

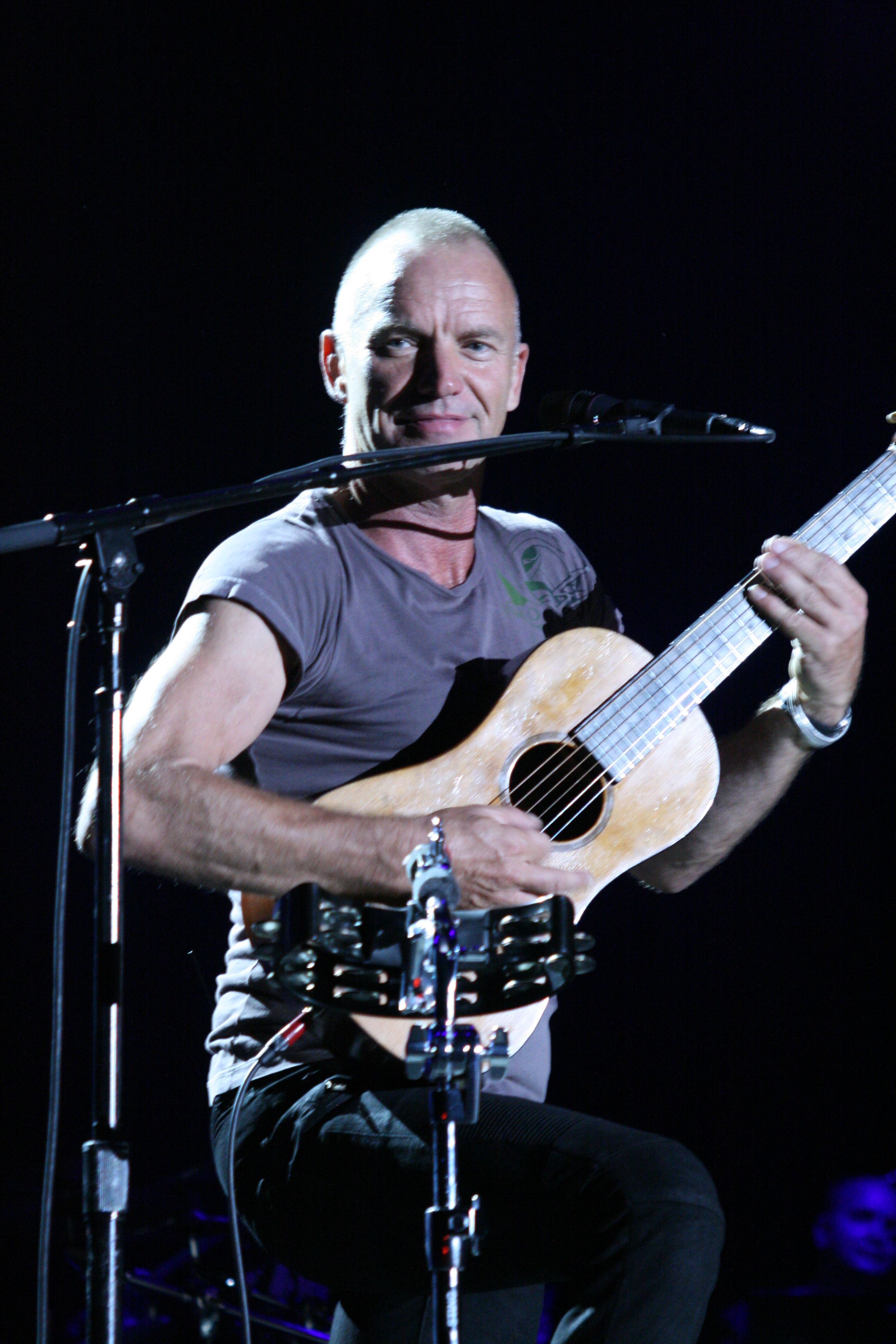
Sting, vencedor em 1988, 1994, 2000 e 2001.

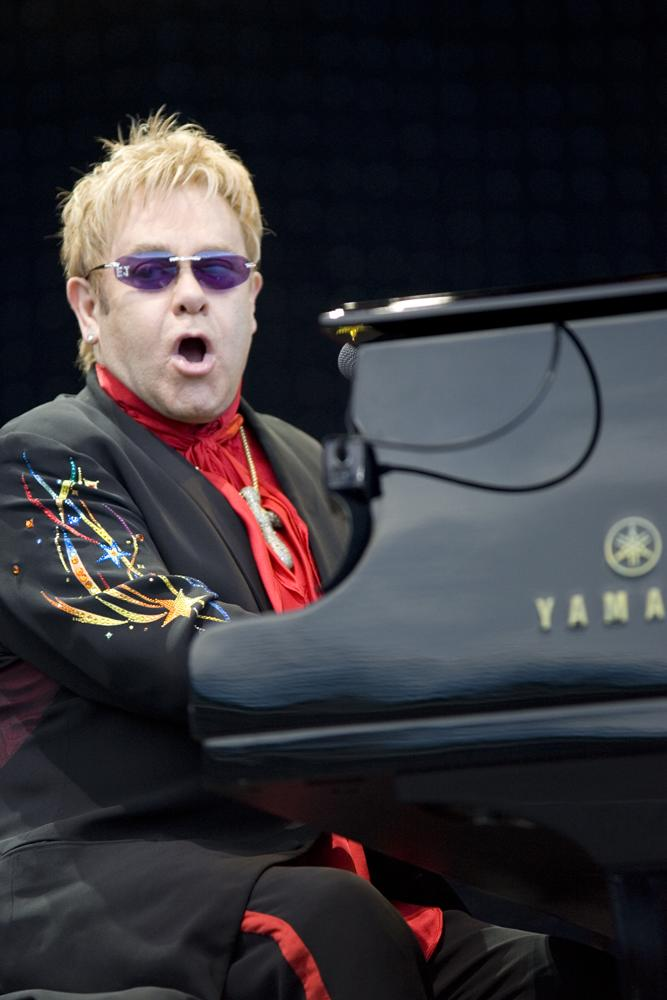
Elton John possui 12 indicações e 2 vitórias na categoria.

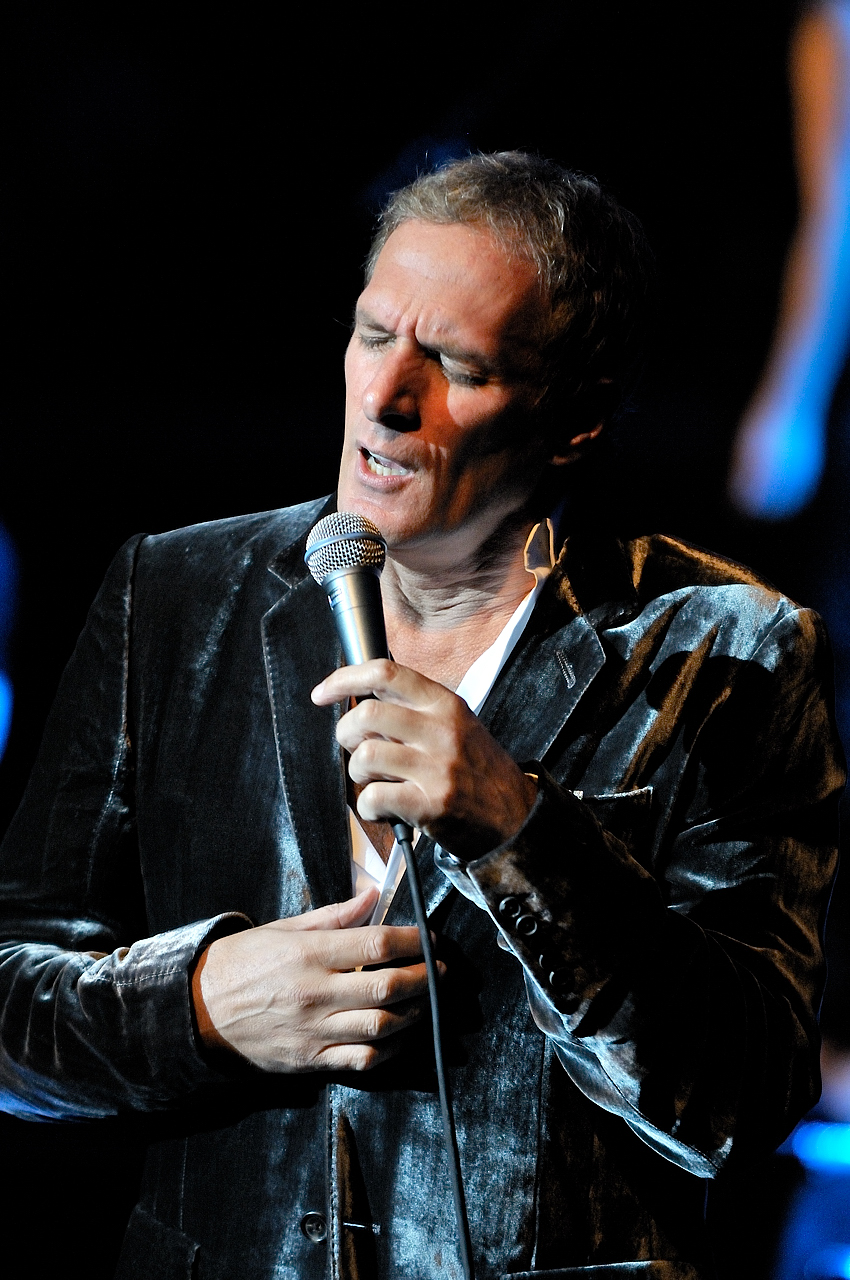
Michael Bolton, vencedor em 1990 e 1992.

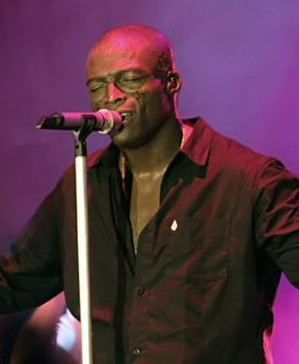
Seal, vencedor em 1996.

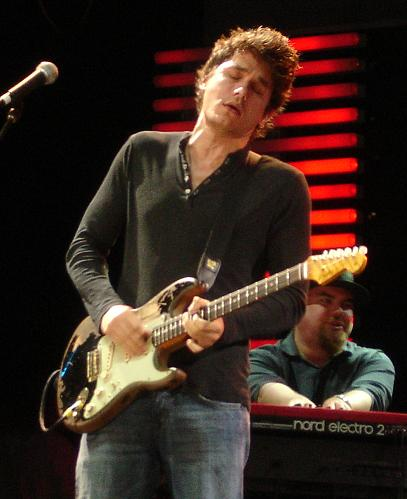
John Mayer, vencedor em 2003, 2005, 2007 e 2009.

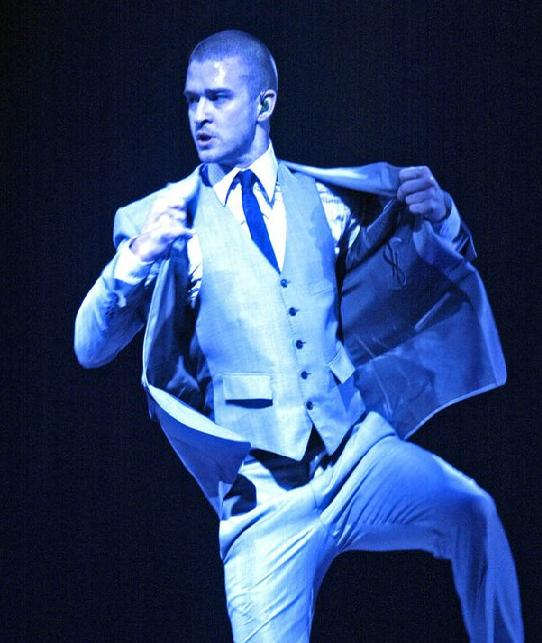
Justin Timberlake, vencedor em 2004 e 2008.

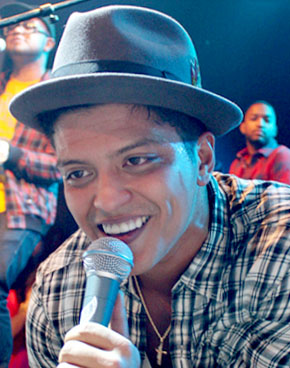
Bruno Mars foi o último vencedor da categoria, em 2011.

| 1959 | Perry Como        | "Catch a Falling Star"                  | - "Come Fly With Me" – Frank Sinatra - "The Hawaiian Wedding Song" – Andy Williams - Nel Blu Dipinto di Blu (Volare) – Domenico Modugno - "Witchcraft" – Frank Sinatra                       | [ 3 ] |
| 1960 | Frank Sinatra     | Come Dance with Me!                     | - Belafonte at Carnegie Hall – Harry Belafonte - An Evening with Lerner and Loewe – Robert Merrill - Guess Who – Jesse Belvin - "Mack The Knife" – Bobby Darin                               | [ 3 ] |
| 1961 | Ray Charles       | "Georgia On My Mind"                    | - "Are You Lonesome Tonight?" – Elvis Presley - "He'll Have to Go" – Jim Reeves - "Misty" – Johnny Mathis - "Nice 'n' Easy" – Frank Sinatra                                                  | [ 3 ] |
| 1962 | Jack Jones        | "Lollipops and Roses"                   | - "Big Bad John" – Jimmy Dean - Danny Boy – Andy Williams - "A Little Bitty Tear" – Burl Ives - Portrait of My Love – Steve Lawrence                                                         | [ 3 ] |
| 1963 | Tony Bennett      | I Left My Heart in San Francisco        | - Comin' Home Baby! – Mel Torme - "I Can't Stop Loving You" – Ray Charles - "What Kind of Fool Am I?" – Anthony Newley - What Kind of Fool Am I - and Other Show-Stoppers – Sammy Davis, Jr. | [ 3 ] |
| 1964 | Jack Jones        | "Wives and Lovers"                      | - "Busted" – Ray Charles - Catch a Rising Star – John Gary - "Days Of Wine And Roses" – Andy Williams - I Wanna Be Around... – Tony Bennett                                                  | [ 3 ] |
| 1965 | Louis Armstrong   | "Hello, Dolly!"                         | - Call Me Irresponsible – Andy Williams - Everybody Loves Somebody (The Hit Version) – Dean Martin - Getz/Gilberto – João Gilberto - Who Can I Turn To? – Tony Bennett                       | [ 3 ] |
| 1966 | Frank Sinatra     | "It Was a Very Good Year"               | - Baby the Rain Must Fall – Glenn Yarbrough - "King Of The Road" – Roger Miller - "The Shadow of Your Smile" – Tony Bennett - "Yesterday" – Paul McCartney                                   | [ 3 ] |
| 1967 | Frank Sinatra     | "Strangers in the Night"                | - "Almost Persuaded" – David Houston - "Distant Drums" – Jim Reeves - "Eleanor Rigby" – Paul McCartney - The Impossible Dream – Jack Jones                                                   | [ 3 ] |
| 1968 | Glen Campbell     | "By the Time I Get to Phoenix"          | - "Can't Take My Eyes Off You" – Joe South - Francis Albert Sinatra & Antonio Carlos Jobim – Frank Sinatra - My Cup Runneth Over – Ed Ames - "Yesterday" – Ray Charles                       | [ 3 ] |
| 1969 | José Feliciano    | "Light My Fire"                         | - "Honey" – Bobby Goldsboro - "Little Green Apples" – O.C. Smith - "MacArthur Park" – Richard Harris - "Wichita Lineman" – Glen Campbell                                                     | [ 3 ] |
| 1970 | Harry Nilsson     | "Everybody's Talkin'"                   | - Games People Play – Joe South - Gitarzan – Ray Stevens - "My Way" – Frank Sinatra - "Raindrops Keep Fallin' on My Head" – B.J. Thomas                                                      | [ 3 ] |
| 1971 | Ray Stevens       | "Everything Is Beautiful"               | - Elton John – Elton John - Mad Dogs & Englishmen – Joe Cocker - "Rainy Night in Georgia" – Brook Benton - "Sweet Baby James" – James Taylor                                                 | [ 3 ] |
| 1972 | James Taylor      | "You've Got a Friend"                   | - "Ain't No Sunshine" – Bill Withers - "I Am... I Said" – Neil Diamond - "If You Could Read My Mind" – Gordon Lightfoot - "It's Impossible" – Perry Como                                     |       |
| 1973 | Harry Nilsson     | "Without You"                           | - "Alone Again (Naturally)" – Gilbert O'Sullivan - "American Pie" – Don McLean - "Baby, Don't Get Hooked on Me – Mac Davis - "The Candy Man" – Sammy Davis, Jr.                              | [ 3 ] |
| 1974 | Stevie Wonder     | "You Are the Sunshine of My Life"       | - "And I Love You So" – Perry Como - "Bad, Bad Leroy Brown" – Jim Croce - "Daniel" – Elton John - There Goes Rhymin' Simon – Paul Simon                                                      | [ 3 ] |
| 1975 | Stevie Wonder     | Fulfillingness' First Finale            | - "Cat's in the Cradle" – Harry Chapin - "Don't Let the Sun Go Down on Me" – Elton John - "Nothing From Nothing" – Billy Preston - "Please Come to Boston" – Dave Loggins                    | [ 3 ] |
| 1976 | Paul Simon        | Still Crazy After All These Years       | - "Bad Blood" – Neil Sedaka - Captain Fantastic and the Brown Dirt Cowboy – Elton John - "Feelings" – Morris Albert - "Rhinestone Cowboy" – Glen Campbell                                    | [ 3 ] |
| 1977 | Stevie Wonder     | Songs in the Key of Life                | - Silk Degrees – Boz Scaggs - "This Masquerade" – George Benson - "The Wreck of the Edmund Fitzgerald" – Gordon Lightfoot - "You'll Never Find Another Love Like Mine" – Lou Rawls           | [ 3 ] |
| 1978 | James Taylor      | "Handy Man"                             | - "After the Lovin'" – Englebert Humperdink - "I Just Want to Be Your Everything" – Andy Gibb - "On and On" – Stephen Bishop - "When I Need You" – Leo Sayer                                 | [ 3 ] |
| 1979 | Barry Manilow     | "Copacabana (At the Copa)"              | - "Baker Street" – Gerry Rafferty - "I Just Wanna Stop" – Gino Vannelli - "Running on Empty" – Jackson Browne - "Sometimes When We Touch" – Dan Hill                                         | [ 3 ] |
| 1990 | Michael Bolton    | "How Am I Supposed to Live Without You" | - "We Didn't Start the Fire" – Billy Joel - "Right Here Waiting" – Richard Marx - "You Got It" – Roy Orbison - Batman – Prince                                                               | [ 3 ] |
| 1991 | Roy Orbison       | "Oh, Pretty Woman (Live 1987)"          | - "Another Day in Paradise" – Phil Collins - "Georgia On My Mind" – Michael Bolton - "I Don't Have the Heart" – James Ingram - Storm Front – Billy Joel - "Downtown Train" – Rod Stewart     | [ 3 ] |
| 1992 | Michael Bolton    | "When a Man Loves a Woman"              | - "(Everything I Do) I Do It For You" – Bryan Adams - "Walking in Memphis" – Marc Cohn - "Freedom 90" – George Michael - Warm Your Heart – Aaron Neville - "Crazy" – Seal                    | [ 3 ] |
| 1993 | Eric Clapton      | "Tears in Heaven"                       | - Us – Peter Gabriel - "Black or White" – Michael Jackson - "The One" – Elton John - Joshua Judges Ruth – Lyle Lovett                                                                        | [ 3 ] |
| 1994 | Sting             | "If I Ever Lose My Faith in You"        | - "The Crying Game" – Boy George - "The River of Dreams" – Billy Joel - "Don't Take Away My Heaven" – Aaron Neville - "Have I Told You Lately" – Rod Stewart                                 | [ 3 ] |
| 1995 | Elton John        | "Can You Feel the Love Tonight"         | - "Said I Loved You...But I Lied" – Michael Bolton - "The Most Beautiful Girl in the World" – Prince - "Prayer for the Dying" – Seal - "Love the One You're With" – Luther Vandross          | [ 3 ] |
| 1996 | Seal              | "Kiss From a Rose"                      | - "Have You Ever Really Loved a Woman?" – Bryan Adams - "You Are Not Alone" – Michael Jackson - "Believe" – Elton John - "When We Dance" – Sting                                             | [ 3 ] |
| 1997 | Eric Clapton      | "Change the World"                      | - "Let's Make a Night to Remember" – Bryan Adams - "Key West Intermezzo (I Saw You First) – John Mellencamp - "Nobody Knows" – Tony Rich Project - "Let Your Soul Be Your Pilot" – Sting     | [ 3 ] |
| 1998 | Elton John        | "Candle in the Wind 1997"               | - "Every Time I Close My Eyes" – Babyface - "Whenever Wherever Whatever" – Maxwell - "Fly Like an Eagle" – Seal - "Barely Breathing" – Duncan Sheik                                          | [ 3 ] |
| 1999 | Eric Clapton      | "My Father's Eyes"                      | - "Save Tonight" – Eagle-Eye Cherry - "Anytime" – Brian McKnight - "Lullaby" – Shawn Mullins - "You Were Meant for Me" – Sting                                                               | [ 3 ] |
| 2000 | Sting             | "Brand New Day"                         | - "I Need to Know" – Marc Anthony - "Mambo No. 5" – Lou Bega - "Sogno" – Andrea Bocelli - "Livin' la Vida Loca" – Ricky Martin                                                               | [ 3 ] |
| 2001 | Sting             | "She Walks This Earth"                  | - "You Sang to Me" – Marc Anthony - "Taking You Home" – Don Henley - "She Bangs" – Ricky Martin - "6, 8, 12" – Brian McKnight                                                                | [ 3 ] |
| 2002 | James Taylor      | "Don't Let Me Be Lonely Tonight"        | - "Fill Me In" – Craig David - "You Rock My World" – Michael Jackson - "I Want Love" – Elton John - "Still" – Brian McKnight                                                                 | [ 3 ] |
| 2003 | John Mayer        | "Your Body Is a Wonderland"             | - "7 Days" – Craig David - "Original Sin" – Elton John - "Fragile" – Sting - "October Road" – James Taylor                                                                                   | [ 3 ] |
| 2004 | Justin Timberlake | "Cry Me a River"                        | - "Any Road" – George Harrison - "Ain't No Mountain High Enough" – Michael McDonald - "Send Your Love" – Sting - "Keep Me In Your Heart" – Warren Zevon                                      | [ 3 ] |
| 2005 | John Mayer        | "Daughters"                             | - "Let's Misbehave" – Elvis Costello - "You Raise Me Up" – Josh Groban - "Cinnamon Girl" – Prince - "Love's Divine" – Seal                                                                   | [ 3 ] |
| 2006 | Stevie Wonder     | "From the Bottom of My Heart"           | - "Sitting, Waiting, Wishing" – Jack Johnson - "Fine Line" – Paul McCartney - "Walk On By" – Seal - "Lonely No More" – Rob Thomas                                                            | [ 3 ] |
| 2007 | John Mayer        | "Waiting on the World to Change"        | - "You're Beautiful" – James Blunt - "Save Room" – John Legend - "Jenny Wren" – Paul McCartney - "Bad Day" – Daniel Powter                                                                   | [ 3 ] |
| 2008 | Justin Timberlake | "What Goes Around... Comes Around"      | - "Everything" – Michael Bublé - "Belief" – John Mayer - "Dance Tonight" – Paul McCartney - "Amazing" – Seal                                                                                 | [ 3 ] |
| 2009 | John Mayer        | "Say"                                   | - "All Summer Long" – Kid Rock - "That Was Me" – Paul McCartney - "I'm Yours" – Jason Mraz - "Closer" – Ne-Yo - "Wichita Lineman" – James Taylor                                             | [ 3 ] |
| 2010 | Jason Mraz        | "Make It Mine"                          | - "This Time" – John Legend - "Love You" – Maxwell - "If You Don't Know Me by Now" – Seal - "All About the Love Again" – Stevie Wonder                                                       | [ 3 ] |
| 2011 | Bruno Mars        | "Just the Way You Are"                  | - "Haven't Met You Yet" – Michael Bublé - "This Is It" – Michael Jackson - "Whataya Want from Me" – Adam Lambert - "Half of My Heart" – John Mayer                                           | [ 3 ] |

## Prêmios por artista

### Número de vitórias
| # | Artista(s)        | Vitórias |
| - | ----------------- | -------- |
| 1 | Stevie Wonder     | 4        |
| 1 | Sting             | 4        |
| 1 | John Mayer        | 4        |
| 2 | Frank Sinatra     | 3        |
| 2 | Eric Clapton      | 3        |
| 2 | James Taylor      | 3        |
| 3 | Jack Jones        | 2        |
| 3 | Harry Nilsson     | 2        |
| 3 | Elton John        | 2        |
| 3 | Michael Bolton    | 2        |
| 3 | Justin Timberlake | 2        |
| 3 | Phil Collins      | 2        |

### Número de indicações
| # | Artista(s)    | Indicações |
| - | ------------- | ---------- |
| 1 | Elton John    | 12         |
| 2 | Sting         | 11         |
| 3 | Frank Sinatra | 8          |
| 3 | Seal          | 8          |